# Bob-Europameisterschaft 1981
Die Bob-Europameisterschaft 1981 wurde am 5. und 6. Januar im Zweierbob und am 10. und 11. Januar 1981  im Viererbob binnen einer Woche zum dritten Mal auf dem Olympia-Eiskanal im österreichischen Igls  ausgetragen. Eine Wettkampfpremiere erlebte dabei die sowjetische Mannschaft, die erstmals an internationalen Titelkämpfen teilnahm.

## Zweierbob
Nach dem kurz vorher stattgefundenen Nationencup gingen nun 29 Bobs aus 10 Nationen zur EM an den Start. Der Wettbewerb im kleinen Schlitten musste allerdings ohne den amtierenden Olympiasieger im Zweierbob Erich Schärer auskommen, der sich Ende Dezember 1980 auf seiner Hausbahn in St. Moritz durch einen Sturz Prellungen und Fleischwunden zugezogen hatte. Bei leichtem Schneefall vor allem im zweiten Lauf lagen nach dem ersten Wettkampftag zwei Bobs aus der DDR mit den Duos Germeshausen/Gerhardt und Schönau/Kirchner an der Spitze. Auf dem Bronzerang folgte das Schweizer Duo Hiltebrand/Rahm vor dem dritten DDR-Bob in der Besetzung Lehmann/Weise. Alle vier Bobs lagen noch so eng beisammen, dass jedes Team sich noch Chancen auf Gold ausrechnen konnte. Am zweiten Wettkampftag beeinflusste starker Schneefall entscheidend den Wettkampfverlauf. Mit Laufbestzeit lag plötzlich das Duo Lehmann/Weise auf Rang zwei hinter den Schweizer Titelverteidigern Hiltebrand/Rahm, die im dritten Lauf mit einer kaum langsameren Fahrt den bis dahin führenden DDR-Bobs jeweils über eine halbe Sekunde abnahmen. Vor dem letzten Lauf lagen nun Hiltebrand/Rahm vor Lehmann/Weise und Germeshausen/Gerhardt. Mittlerweile war die Bahn mit bis zu fünf Zentimetern Neuschnee bedeckt, was nun vor allem ein gutes Fahrvermögen verlangte. Zu aller Überraschung fuhr das bundesdeutsche Team Eidenschink/Geiger im Opelbob Laufbestzeit und konnte sich noch auf den Bronzerang vorschieben. Das Duo Germeshausen/Gerhardt rettete trotz einer deutlich schlechteren Fahrt als in den vorangegangenen Durchgängen noch Silber, die anderen DDR-Bobs fielen aber aus den Medaillenrängen. Erneut gewann Hans Hiltebrand mit Anschieber Walter Rahm den Europameistertitel mit einem letztlich souveränen Vorsprung von 67 Hundertsteln. Die Bronzemedaille von Eidenschink/Geiger sollte die letzte EM-Medaille für ein bundesdeutsches Team im Zweierbob bis 1989 sein.
| Platz | Bob                                                            | Lauf 1 | Lauf 2 | Lauf 3 | Lauf 4 | Gesamtzeit Rückstand |
| ----- | -------------------------------------------------------------- | ------ | ------ | ------ | ------ | -------------------- |
| 1     | Schweiz – Bob SUI 1 Hans Hiltebrand Walter Rahm                | 55,34  | 55,26  | 55,82  | 58,33  | 3:44.75              |
| 2     | DDR – Bob GDR 1 Bernhard Germeshausen Hans-Jürgen Gerhardt     | 55,12  | 55,16  | 56,36  | 58,78  | 3:45.42 +0.67        |
| 3     | BR Deutschland – Bob FRG 1 Wolfgang Eidenschink Andreas Geiger | 55,63  | 55,73  | 56,54  | 57,59  | 3:45.49 +0.74        |
| 4     | DDR – Bob GDR 2 Horst Schönau Andreas Kirchner                 | 55,09  | 55,37  | 56,74  | 58,53  | 3:45.73 +0.98        |
| 5     | DDR – Bob GDR 3 Bernhard Lehmann Eberhard Weise                | 55,46  | 55,36  | 55,81  | 59,41  | 3:46.04 +1.29        |
| 6     | Österreich – Bob AUT 2 Fritz Sperling Franz Köfel              | 55,86  | 55,54  |        |        | 3:46.06 +1.31        |
| 7     | Schweiz – Bob SUI 2 Ralph Pichler Georg Klaus                  | 55,90  | 55,92  | 56,11  | 58,18  | 3:46.11 +1.36        |
| 8     | Österreich – Bob AUT 1 Franz Paulweber Gerhard Zaunschirm      | 55,76  | 55,76  |        |        | 3:46.16 +1.41        |
| 9     | Österreich – Bob AUT 1 Walter Delle Karth Günter Krispel       |        |        |        | 58,25  | 3:47.16 +2.41        |
| 10    | BR Deutschland – Bob FRG 3 Jakob Resch Alex Wernsdorfer        |        |        |        |        | 3:47.52 +2.77        |
| 11    | BR Deutschland – Bob FRG 2 Alois Schnorbus Hans Metzler        |        |        |        |        | 3:47.86 +3.11        |
| 12    | Schweiz – Bob SUI 3 Silvio Giobellina Heinz Stettler           |        |        |        |        | 3:48.37 +3.62        |

## Viererbob
Bei der Konkurrenz im großen Schlitten zeigten die nunmehr von Meinhard Nehmer betreuten DDR-Bobs ihr ganzes fahrerisches Können und landeten wie im Vorjahr die Schweiz einen Dreifacherfolg. Dieser bestätigte sich aber erst im letzten Lauf, als der bis dahin noch um vier Hundertstel zurückliegende DDR-Bob mit Pilot Bernhard Lehmann 12 Hundertstel schneller als der Bob von Fritz Sperling aus Österreich war und nunmehr sich mit 8 Hundertstel Vorsprung noch Bronze sicherte. Gold ging an die Crew von Bernhard Germeshausen, die in jedem Lauf Bestzeit fuhr und dem Team von Horst Schönau Silber überließ. Zu den Enttäuschungen gehörte der Bob von Erich Schärer, der sich nach einem vierten Platz am ersten Wettkampftag nicht mehr steigern konnte und sogar noch auf den fünften Platz zurückfiel.
| Platz | Bob                                                                                             | Lauf 1 | Lauf 2 | Lauf 3 | Lauf 4 | Gesamtzeit Rückstand |
| ----- | ----------------------------------------------------------------------------------------------- | ------ | ------ | ------ | ------ | -------------------- |
| 1     | DDR – Bob GDR 1 Bernhard Germeshausen Matthias Trübner Henry Gerlach Hans-Jürgen Gerhardt       | 53,34  | 53,42  | 53,64  | 53,70  | 3:34.10              |
| 2     | DDR – Bob GDR 2 Horst Schönau Detlef Richter Dietmar Jerke Andreas Kirchner                     | 53,45  | 53,68  | 53,78  | 53,78  | 3:34.69 +0.59        |
| 3     | DDR – Bob GDR 3 Bernhard Lehmann Bogdan Musiol Roland Wetzig Eberhard Weise                     | 53,62  | 53,71  | 53,78  | 53,79  | 3:34.90 +0.80        |
| 4     | Österreich – Bob AUT 2 Fritz Sperling Franz Köfel Andreas Schwab Günther Liegl                  | 53,51  | 53,68  | 53,88  | 53,91  | 3:34.98 +0.88        |
| 5     | Schweiz – Bob SUI 1 Erich Schärer Max Rüegg Tony Rüegg Joseph Benz                              | 53,54  | 53,71  | 53,97  | 54,10  | 3:35.32 +1.22        |
| 6     | BR Deutschland – Bob FRG 1 Franz-Josef Hoffmann Heribert Schaumeier Dietmar Sohns Udo Gelhausen | 53,73  | 53,87  | 54,04  | 54,12  | 3:35.76 +1.66        |
| 7     | Österreich – Bob AUT 1 Franz Paulweber ?                                                        |        |        |        |        | 3:36.25 +2.15        |
| 8     | BR Deutschland – Bob FRG 3 Wolfgang Eidenschink ?                                               |        |        |        |        | 3:36.48 +2.38        |
| 9     | Schweiz – Bob SUI 3 Hans Hiltebrand Kurt Poletti Franz Weinberger Hansjörg Trachsel             | 54,11  | 54,13  | 54,10  | 54,32  | 3:36.66 +2.56        |
| 10    | Österreich – Bob AUT 2 Walter Delle Karth ?                                                     |        |        |        |        | 3:36.97 +2.87        |
| 11    | Schweiz – Bob SUI 2 Ralph Pichler Fabio Malnati Sepp Kälin Georg Klaus                          | 54,06  | 54,32  | 54,27  | 54,43  | 3:37.08 +2.98        |
| 12    | BR Deutschland – Bob FRG 2 Alois Schnorbus ?                                                    |        |        |        |        | 3:37.47 +3.37        |

## Medaillenspiegel
| Platz | Nation                          | Gold | Silber | Bronze |
| 1     | Deutsche Demokratische Republik | 1    | 2      | 1      |
| 2     | Schweiz                         | 1    | –      | –      |
| 3     | BR Deutschland                  | –    | –      | 1      |